# Criniger barbatus
Criniger barbatus е вид птица от семейство Pycnonotidae.

## Разпространение
Видът е разпространен в Ангола, Бенин, Кот д'Ивоар, Гана, Гвинея, Гвинея-Бисау, Либерия, Нигерия, Сиера Леоне и Того.